# Jetix
Jetix (anciennement Fox Kids) était le nom de plusieurs chaînes de télévision du groupe Disney diffusées dans de nombreux pays, ainsi que d'un « bloc » de programmes diffusé aux États-Unis sur ABC Family à partir du 4 septembre 2002. Racheté par Disney au groupe Fox en 2001, les chaînes ont été remplacées en 2009 majoritairement par Disney XD ou Disney Channel dans certains pays d'Europe centrale.
En France, la chaîne est apparue le 24 août 2004 sur Canalsat.

## Historique
À la suite du rachat de Fox Family Worldwide (rebaptisée ensuite ABC Family), la Walt Disney Company devient propriétaire de 75 % de la société Jetix Europe (anciennement Fox Kids Europe), comprenant différentes chaînes Jetix en Europe, et de 100 % de Jetix International.
Le 12 février 2009, Disney annonce qu'un nouveau nom sera donné pour le 1er avril 2009 à la chaîne Jetix France en Disney XD France,. Le 27 février 2009, Jetix Europe annonce que Disney détient désormais 99,8 % des actions de l'entreprise. Le 26 mai 2009, Disney annonce également que des chaines Jetix d'Europe centrale (Hongrie, Roumanie, République tchèque, Slovaquie et Bulgarie) auront dorénavant pour nom Disney Channel.

## Listes des chaînes

### Jetix USA
L'ancien bloc de programmes Fox Kids aux États-Unis est devenu un bloc de programme baptisé Jetix sur les chaînes ABC Family. Il entre en concurrence au bloc de programme baptisé ABC Kids diffusé, lui, sur les autres chaînes d'ABC.

### Jetix Europe

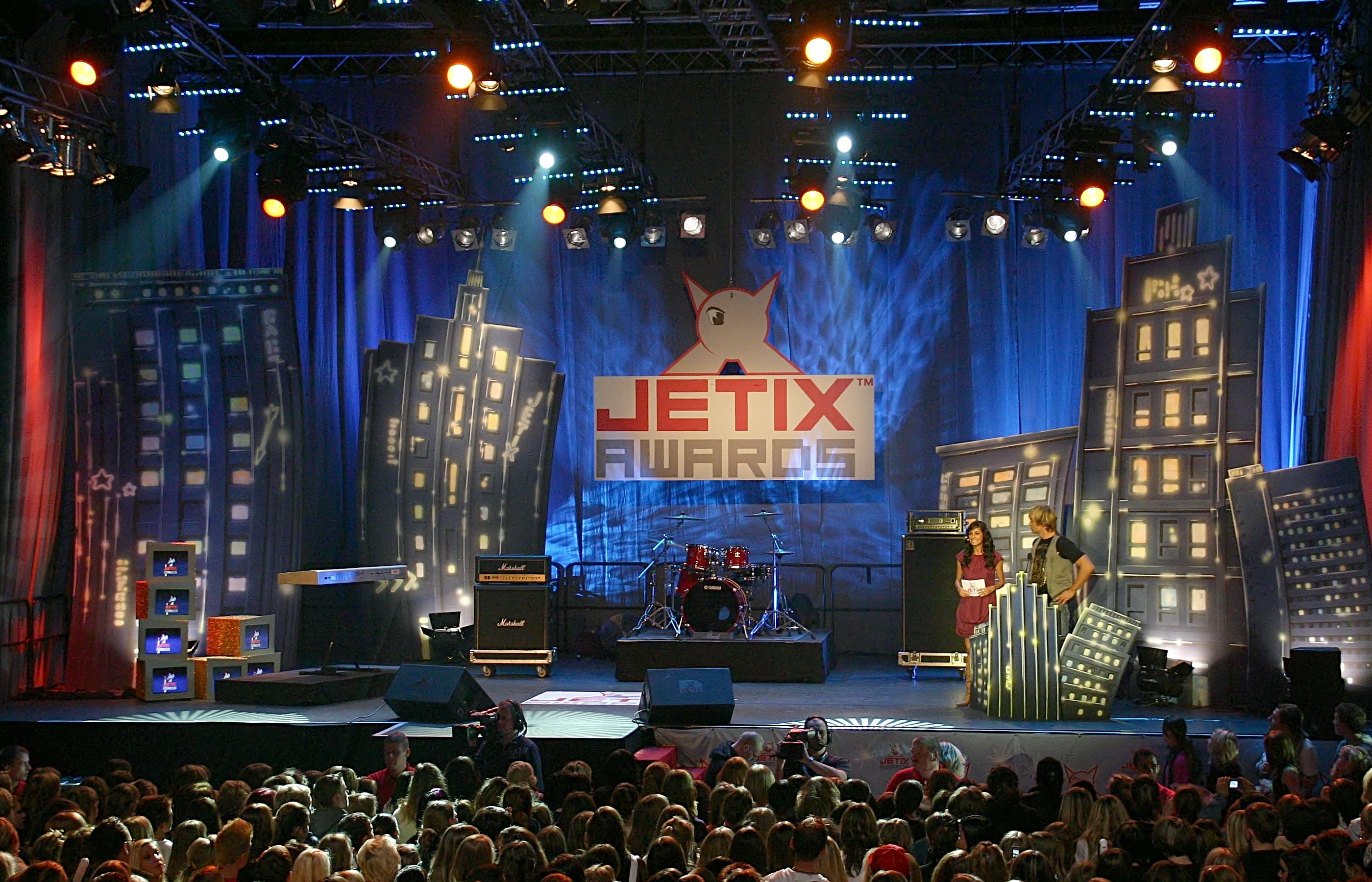
Le Jetix Award diffusé à Berlin en 2008.

La société européenne Jetix Europe était en février 2009 une filiale à 74 % de Disney et cotée à près de 10 % en bourse sur le marché Euronext à Amsterdam, son siège social étant aux Pays-Bas. Parmi la part restante, 17,43 % appartenaient à John de Mol, fondateur d'Endemol.
Ces versions ont été remplacés par Disney XD :
- Allemagne,  Autriche,  Suisse alémanique et  Luxembourg: Jetix
- Espagne : Jetix
- Finlande : Jetix
- France  Belgique  Suisse : Jetix France sur Canalsat et Numericable, jusqu'au 1er avril 2009
- Grèce : Jetix
- Italie : Jetix sur Sky Digital avec en plus Jetix +1, la chaîne GXT et le bloc de programmes K-2
- Norvège : Jetix
- Pays-Bas : Jetix
- Pologne : Jetix
- Royaume-Uni/ Irlande : Jetix, Sky Digital, NTL Ireland, Telewest Broadband et Chorus Communications
- Suède : Jetix

Dans les pays d'Europe de l'Est et Centrale, la chaîne Jetix a été remplacée par Disney Channel le 19 septembre 2009 :
- Hongrie : Jetix
- République tchèque /  Slovaquie : Jetix
- Roumanie : Jetix

### Jetix Amérique latine
Jetix Amérique latine est une filiale à 100 % de la Walt Disney Company, au travers de ses filiales latino-américaines.
- Brésil : Jetix
- Pays hispanophones : Jetix

### Jetix Asie
- Japon : disparue le 31 juillet 2009
- Singapour : ajoutée le 3 septembre 2007 comme une chaîne optionnelle du fournisseur ADSL SingTel [6]

### Autres pays
- Israël : Jetix
- Russie : Jetix
- Turquie : Jetix